# 邓玉麟
邓玉麟（1879年—1951年），原名世泰，字炳三，湖北省宜昌府巴东县野三关石桥坪人，中国民主革命家。

## 生平
光绪五年（1879年）生于湖北省巴东县野三关石桥坪。少年时，邓玉麟在农村读书，后来随父在宜昌、沙市之间当小贩。邓玉麟在宜昌教案中见到外国传教士欺负中国人，曾随乡间民众进行反抗。14岁时，邓玉麟的父、兄因贫困而饿死，邓玉麟回家，在巴东、宜昌、秭归间当“背运夫”。后来，邓玉麟还曾为司厨、屠夫打下手。次年，邓玉麟的母亲病逝，邓玉麟将母亲的灵柩运回石桥坪找地方安葬，但受到地方势力阻挠，未能找到葬地下葬。
当时，湖广总督张之洞编练自强军，邓玉麟在宜昌投军，入宜昌镇台衙门宜防营当步兵。后来，邓玉麟随军改驻武昌，不久改投三十一标并担任正目。光绪三十四年（1908年）冬，孙武、焦达峰等人自日本回到中国，于宣统元年（1909年）在武汉成立了共进会。宣统二年（1910年）春，邓玉麟参加共进会。此后，邓玉麟接受共进会派遣，在随军赴南京、镇江期间发展共进会的组织。经过汪定忠的介绍，邓玉麟被补入两江总督卫队营，经常赴镇江盐务缉私营以及巡防营开展革命工作。
1911年，邓玉麟奉命回到湖北，充当孙武联络军队的中间人。经邓玉麟建议，孙武拨款给他开办“同兴酒楼”作为革命联络机关，并请共进会会员郭寄生管理账目。1911年4月，“同兴酒楼”在武昌开张，邓玉麟任经理。由于“同兴酒楼”靠近新军驻地左旗和右旗营房，故成为同新军中的革命党人接头之所。不久，“同兴酒楼”因资金短缺而停业。1911年7月，邓玉麟在武昌巡道岭设立同兴学社，作为革命联络机关。邓玉麟的妻子谢乐也在同兴学社居住，负责同兴学社的伙食及接待工作。
孙武、刘公等准备购买或制造武器以武装共进会会员，举行武装起义推翻清政府。邓玉麟则认为应在新军中建立组织，从而掌握新军作为武装力量。邓玉麟的意见获得孙武等人赞成，乃派共进会会员打入新军活动。
宣统三年（1911年）秋，共进会和文学社日益壮大。共进会以刘公、孙武、邓玉麟为主要骨干，文学社以蒋翊武、刘复基、王宪章为核心力量。因两组织存在矛盾，共进会和文学社于5月11日、6月14日先后两次召开协商会。会上，双方均表示了合作意向，乃命邓玉麟、刘复基研究联合事宜。最后，双方达成协议，暂行搁置共进会、文学社的名义，以革命党人的身份，于中秋节发动起义。双方还商定了军政府组成人员，其中邓玉麟担任军政府调查部部长、军事常驻筹备员，负责起义之前的联络、文告及致外国领事馆的照会，以及弹药、军旗等工作。
1911年10月9日，革命党人在宝善里制造炸弹时意外发生爆炸，孙武受伤，革命机关遭到俄国巡捕搜查。10月10日，邓玉麟等人主张提前起义，获得革命党人同意。当天，邓玉麟、陈磊、吴兆麟等人参加了武昌起义。
10月11日，中华民国军政府鄂军都督府成立，邓玉麟起初担任谋略处主要成员之一。10月20日晚起，邓玉麟等主要成员开始在湖北谘议局大楼办公。10月21日晚，邓玉麟等人正在军政府，遭亲清廷人士的袭击，邓玉麟掩护鄂军都督黎元洪逃往蛇山。击退这些亲清廷人士的进攻后，邓玉麟随黎元洪在军政府外巡视。
中华民国军政府鄂军都督府各部成立后，邓玉麟任军务部参谋，在部长孙武到任前，由邓玉麟、张振武负主责。清军进攻阳夏时，义军进行抵抗，邓玉麟出任步兵第七协统领，奉命防守武昌沿长江防线。
1912年元旦，中华民国成立。1912年1月，邓玉麟担任陆军第四镇统制，后来改任第四师师长。南北议和后，邓玉麟作为南方九省代表之一驻北京。民国二年（1913年）2月18日，总统府向武昌首义有功人员授勋，邓玉麟获授二等嘉禾章，二等文虎章，领陆军中将衔，并担任总统府高级顾问。
民国五年（1916年），袁世凯称帝，准备任命邓玉麟为政府咨议长。邓玉麟未就任，并抛下全家，独自来到上海。1917年，孙中山开始护法运动，邓玉麟乃赴广州担任大元帅府参议。1926年，邓玉麟参加北伐，任北伐军左翼军第一路军司令，率部进攻荆州、沙市，攻占宜昌，进占长阳、五峰。1927年四一二事件时，邓玉麟因为掩护董必武而遭抄家，乃辞职。他先在汉口创办“辛亥革命烈士遗孤教养所”、“辛亥革命子弟学校”，后来在上海徐汇、江湾办“亚洲养蜂场”。
抗日战争爆发后，日军占领上海，邓玉麟放弃了在上海的产业，回到武汉，后来又到秭归香溪居住，在香溪兴办“民生煤矿”。1940年，邓玉麟回到家乡大石桥定居。在家乡期间，邓玉麟兴办石桥小学，并且开荒种植漆树。1946年，邓玉麟出任第一届国民大会代表。同年，邓玉麟赴重庆同董必武见面。1949年第二次国共内战末期，中国国民党方面曾派人到大石桥请邓玉麟离开中国大陆，但邓玉麟未走。
中华人民共和国初期，邓玉麟作为民主人士当选为巴东县各界人民代表会议代表。1950年底，邓玉麟在镇压反革命运动中被逮捕，1951年3月以 “组织反革命暴动”之罪名被处决，享年71岁。

## 身后
1982年6月，巴东县人民法院复审宣告邓玉麟无罪，同年7月湖北省高级人民法院宣布邓玉麟无罪，为其平反。在纪念辛亥革命71周年前夕，巴东县人民政府为其建墓碑。